# Sammy Bossut
Sammy Bossut (Tielt, 1985. augusztus 11. –) belga labdarúgó, jelenleg a Zulte-Waregem kapusa.